# Metal Inquisitor
Metal Inquisitor est un groupe allemand de heavy metal, actif entre 1998 et 2021.

## Histoire
Metal Inquisitor est formé en 1997 par Blumi. Peu après, le groupe est complété par le batteur Witchhammer (Tormentor de Desaster), le chanteur El Rojo et le bassiste KronoS. Ils commencent immédiatement à composer leurs propres morceaux dans le style metal classique. L'année suivante, une démo de trois chansons est publiée et, un an plus tard, le single Seven Inches for the Second Attack. En 2000, Witchhammer quitte le groupe. La décision ayant été prise de jouer à l'avenir avec deux guitaristes, le groupe accueille T.P. (guitare) et Havoc (batterie), qui jouaient déjà dans le projet de reprise original et commun The Left Rhine Happy Natures.
Avec les nouveaux membres du groupe, ils enregistrent leur premier album en 2002. Sous le nom de The Apparition, le premier album sort chez Iron Glory Records. Après avoir reçu des critiques positives pour l'album,, le groupe se lance dans la tournée The Apparition Tour 2002/2003. En 2004, ils se produisent dans des festivals renommés comme le Rock Hard et le Keep It True Festival. Malgré la popularité croissante de la troupe, Iron Glory Records résilie le contrat d'enregistrement. Au printemps 2005, ils trouvent un nouveau label, Hellion Records, et en novembre 2005, le deuxième album  Doomsday for the Heretic sort. Cette fois-ci, les critiques sont exubérantes et le groupe reçoit un grand soutien, notamment de la part du magazine Rock Hard. À la fin de l'été 2006, KronoS prend son envol pour des raisons personnelles. Il est remplacé par Dutch G, avec qui ils continuent à travailler sur le troisième album. KronoS réintègre le groupe début 2008. En outre, le groupe fête officiellement ses dix ans d'existence en mars 2008.
En octobre 2010, KronoS n'est finalement pas présent pour des raisons de santé et est remplacé par Cliff Bubenheim à la basse. En novembre 2010, le troisième album Unconditional Absolution sort, mais il est enregistré avec KronoS à la basse et est bien accueilli dans le no 12/2010 du Rock Hard. En 2011, le groupe se produit à plusieurs reprises dans des festivals allemands (Rock Hard Festival, Headbangers Open Air, Bang Your Head, etc.).
Avec son quatrième album Ultima Ratio Regis, Metal Inquisitor continuera sur la voie qui fait son succès, tout en revenant aux vieilles vertus du metal traditionnel,,. Après sa sortie au début de l'année 2014, le groupe se présente à nouveau en concert et se produit également à l'international.
En janvier 2019, le cinquième album studio Panopticon sort via Massacre Records,. Début décembre 2021, le groupe annonce sa séparation via son site web.

## Style musical
Le groupe se fixe comme objectif de former un groupe qui serait influencé par le son du heavy metal traditionnel. On leur attribue parfois une ressemblance avec Iron Maiden et la new wave of British heavy metal. Metal Inquisitor ressemble également à des groupes américains comme Metal Church. Les textes parlent de beaucoup de choses, par exemple de politique, d'inquisiteurs ou d'expériences personnelles au volant d'une voiture. 

## Discographie

### Albums studio
- 2002 : The Apparition (Iron Glory Records)
- 2005 : Doomsday for the Heretic (Hellion Records)
- 2010 : Unconditional Absolution (Hellion Records)
- 2014 : Ultima Ratio Regis (Massacre Records)
- 2019 : Panopticon (Massacre Records)

### Autres publications
- 1998 : Metal Inquisitor (démo)
- 1999 : Seven Inches for the Second Attack (single)
- 2001 : A Homage to Sabbat (sampler)
- 2003 : Before the Apocalypse (split avec Ritual Steel)
- 2003 : Commencement (démo)
- 2006 : Resistance Is Futile  (compilation)
- 2007 : New Age of Iron Volume 1 (Teutonic-Swedish Alliance) (sampler)[11]
- 2007 : Doomsday at the H.O.A. (album live)
- 2008 : Garage Nights (Bootleg) (compilation)